# Elatostema tenuicaudatoides
Elatostema tenuicaudatoides är en nässelväxtart som beskrevs av Wen Tsai Wang. Elatostema tenuicaudatoides ingår i släktet Elatostema och familjen nässelväxter. Utöver nominatformen finns också underarten E. t. orientalis.